# 도네페질
도네페질(Donepezil)은 일본 에자이가 개발한 알츠하이머병과 같은 치매를 치료하는 데에 사용하는 약물로, 상품명 아리셉트(Aricept)로 판매된다. 정신적 기능과 능력 개선에 약간의 이점이 있다고 여겨진다. 그러나 도네페질을 사용해도 질병의 진행을 바꾸지는 못하는 것으로 밝혀졌다. 효과가 나타나지 않는다면 치료를 멈춰야 한다. 경구 투여나 경피 패치를 통해 투여하는 방식을 이용한다.
흔한 부작용으로는 구역질, 수면의 어려움, 공격성, 설사, 피로, 근육의 쥐 등이 있다. 심각한 부작용에는 부정맥, 요폐(방광에 오줌이 찬 것을 내보내기 어려운 상태), 발작 등이 있을 수 있다. 도네페질은 중추신경계에 작용하는 가역적인 아세틸콜린에스터레이스 억제제이며 다른 항콜린에스터레이스 약물과 구조적으로 관련이 없다.
도네페질은 1일 1회 투여가 가능하여, 치매 환자의 순응도가 높고 내약성이 우수할 뿐만 아니라, 심혈관계 및 뇌혈관계 이상반응 발현율이 현저히 낮은 치료제이므로, 미국에서 1996년 의학적으로 사용이 승인되었고, 물질 및 용도 특허가 만료된 이후에 국내 업체인 명인제약의 '실버셉트'를 비롯한 현대약품의 '하이페질' 등 제네릭 의약품으로 출시한 바 있다. 2019년에는 미국에서 5백만 건 넘게 처방되어 120번째로 높은 매출을 기록하는 기염을 토한 치매 치료제로 알려졌다.

## 임상적 사용

### 알츠하이머병
도네페질이나 다른 비슷한 약제가 알츠하이머병의 진행이나 경과를 바꾼다는 근거는 없다. 6~12개월 동안 진행된 통제 연구에서 인지나 행동에 약간의 이득이 있다는 결과가 나왔다. 영국 국립보건임상연구원(NICE)은 도네페질을 경도에서 중등도의 알츠하이머병을 관리하기 위한 선택지 중 하나로 권장한다. 그러나 도네페질을 복용하는 환자는 자주 약물 효과를 점검하고 큰 개선이 없을 시 복용을 중단해야 한다. 2006년 미국 식품의약국(FDA) 역시 도네페질을 알츠하이머병 환자에서 나타난 경도, 중등도, 중증의 치매 치료용 약물로 승인하였다.

### 그 외
- 루이체 치매: 몇몇 연구에서 도네페질이 루이체 치매 환자의 인지, 행동 증상 치료에 효과를 보인다는 것을 보였다.[1]
- 외상성 뇌손상: 외상성 뇌손상 환자에서 기억의 기능 장애를 개선하는 데에 도네페질 사용이 효과가 있다는 연구들이 있다.[1]
- 혈관성 치매: 연구들은 도네페질이 혈관성 치매 환자의 인지 기능을 개선할 수 있으나, 전반적인 기능에는 개선 효과가 없다는 것을 보였다.[1]
- 파킨슨병과 관련된 치매: 몇몇 연구들을 통해 도네피질이 파킨슨병 치매 환자에서 인지 기능, 실행 기능, 전반적인 상태 개선의 효과가 있을 수 있다는 의견이 제시되었다.[1]

## 부작용
임상 시험에서 밝혀진, 약물을 끊게 되는 가장 흔한 부작용은 구역질, 설사, 구토였다. 다른 부작용에는 수면의 어려움, 근육의 쥐, 식욕 감소 등이 있었다. 10mg 이하를 투여한 환자와 비교하여, 23mg을 투여한 환자에서 가장 많이 부작용이 관찰되었다. 대다수 환자에서 부작용은 경증이며 일시적이었으나 3주까지 지속되는 경우도 있었다. 약물을 지속적으로 사용해도 보통 부작용은 개선되었다.
다른 콜린에스터레이스 억제제와 마찬가지로 도네페질은 렘수면 동안 시각연합영역 활성을 증가시켜 악몽을 꾸게 할 수 있다. 아침에 도네페질을 투여하여 악몽의 빈도를 줄일 수 있다.

### 예방
심장병 환자, 심장의 전기 전도 이상, 만성 폐쇄성 폐질환(COPD), 천식, 중증의 부정맥, 동기능 부전 증후군 등이 있는 사람의 경우 사용하기 전 주의해야 한다.
소화성 궤양 환자나 NSAIDs를 복용 중인 사람의 경우 위장관계의 출혈 위험성이 증가한다는 사실이 알려져 있기 때문에 사용에 주의가 필요하다. 심장에 문제가 있는 사람의 경우 서맥이나 실신 역시 관찰된 바 있다. 이런 증상들은 치료를 시작했을 때나 도네페질 용량을 증가시킬 때 더 자주 관찰된다. 발작이 발생하는 경우는 드물지만 발작이 발생하기 쉬운 사람들은 치료 전 주의가 필요하다.
도네페질 투여를 7일 이하의 기간 동안 중지했던 경우 이전과 같은 용량으로 규칙적인 투여를 재시작하는 것이 권장된다. 반면 중지 기간이 7일 이상인 경우 약물을 다시 복용하기 이전 의사와의 상담을 거치는 것이 권장된다.

## 작용 기전
도네페질은 콜린에스터레이스에 결합하여 가역적으로 비활성화시키며, 따라서 아세틸콜린의 가수분해를 억제한다. 이로 인해 콜린성 시냅스에서 아세틸콜린의 농도가 증가한다.
알츠하이머병 환자에서 도네페질의 정확한 작용 기전은 아직 완전히 이해되지 않았다. 분명한 것은 알츠하이머병 환자에서는 콜린성 계통을 구성하는 요소들이 상당히 소실된다는 것으로, 알츠하이머병의 증상들은 이런 콜린성 계통(특히 대뇌피질과 기타 다른 뇌의 영역들)의 결함과 관련되어 있다는 것이 일반적으로 받아들여지고 있다.
아세틸콜린에스터레이스 억제제로서의 작용에 더해, 도네페질은 σ1 수용체에 대한 강한 작용제로 작용한다는 사실이 밝혀졌다. (Ki = 14.6 nM) σ1 수용체에 작용하여 특이적인 항건망증 효과를 동물들에서 낸다는 것도 알려졌다.
몇몇 비콜린성 기전도 제안된 바 있다. 도네페질은 대뇌피질의 신경 세포에 위치한 니코틴 수용체를 상향조절하며 신경보호 효과도 낸다. 또한 전압 개폐 나트륨 통로를 가역적으로 억제하며 정류(rectifying)된 칼륨 전류의 전도를 지연시킨다. 이 작용은 임상적 효과를 내는 것으로 보이지는 않는다.

## 입체화학
도네페질 약제는 라세미 혼합물이다.
| 광학 이성질체 | 광학 이성질체 |
| ------------- | ------------- |
| (R)-도네페질  | (S)-도네페질  |

## 역사

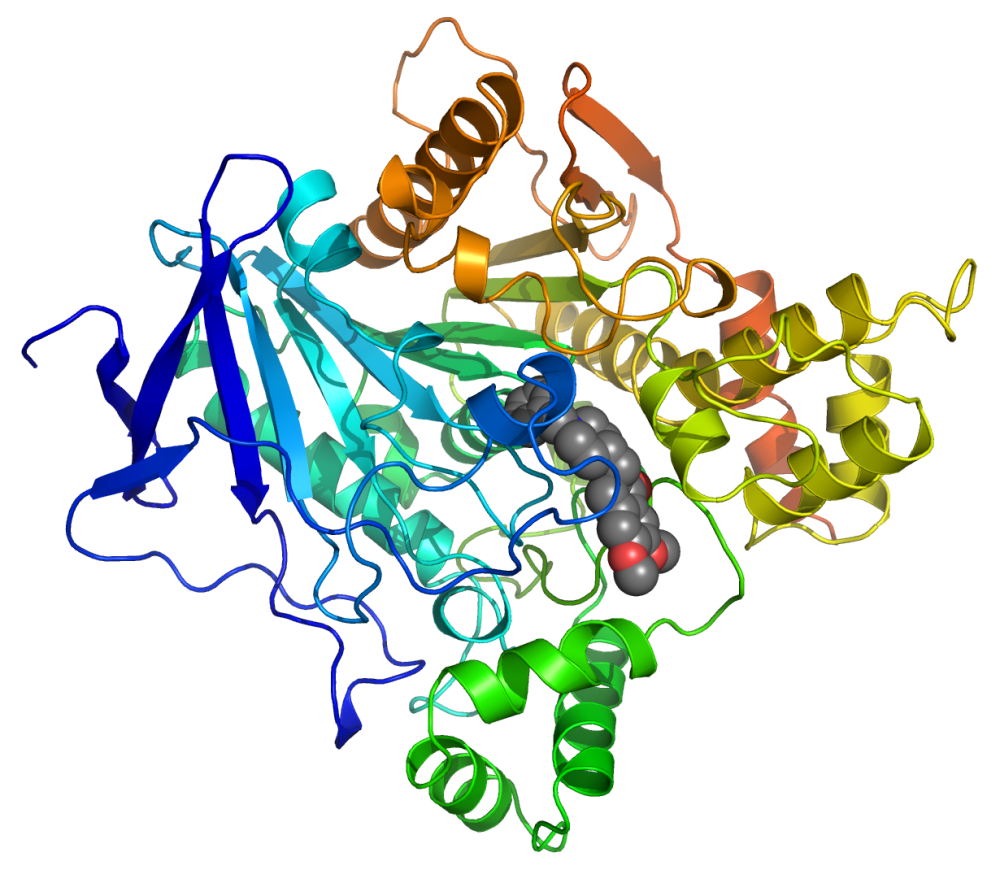
태평양전기가오리(Torpedo californica)의 아세틸콜린에스터레이스를 억제하는 도네페질

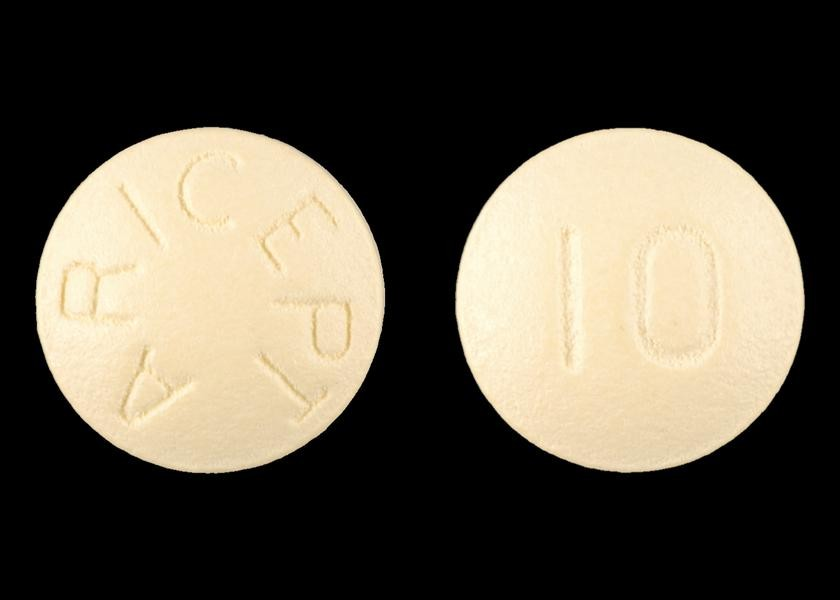
10mg 아리셉트정

도네페질 발달로 이어진 연구는 1983년 에자이에서 시작되었다. 1996년 에자이는 미국 식품의약국(FDA)에서 '아리셉트'라는 상품명으로 사용을 승인 받아 화이자와 공동 판매에 들어갔다. 에자이의 연구팀은 스기모토 하치로가 이끌었다.
2011년 아리셉트는 알츠하이머 치료제 중 세계에서 가장 많이 팔린 약제가 되었다. 도네페질의 첫 복제약은 란박시가 준비한 제형이 FDA의 승인을 받으며 2010년 11월에 사용 가능해졌다.

## 추가 자료
- Brenner, George D.; George M. Brenner (2000). 《Pharmacology》. Philadelphia: W. B. Saunders. ISBN 978-0-7216-7757-6.
- Louise Welbanks (2000). 《Compendium of Pharmaceuticals and Specialities》 25판. Canadian Pharmacists Association. ISBN 978-0-919115-76-7.